# Homodecatoma
Homodecatoma is een geslacht van vliesvleugeligen uit de familie Eurytomidae. De wetenschappelijke naam van dit geslacht is voor het eerst geldig gepubliceerd in 1979 door Liao.

## Soorten
Het geslacht Homodecatoma is monotypisch en omvat slechts de volgende soort:
- Homodecatoma mallotae Liao, 1979